# Nigel Winterburn
Nigel Winterburn (født 11. december 1963 i Arley, England) er en tidligere engelsk fodboldspiller, der tilbragte størstedelen af sin karriere som forsvarsspiller hos Arsenal F.C. i den bedste engelske liga. Han optrådte desuden for det engelske landshold.

## Klubkarriere
Winterburn startede sin seniorkarriere med et-årige ophold i henholdsvis Birmingham City og Oxford United, hvor dan dog ikke opnåede nævneværdigt spilletid. I 1983 blev han solgt til den i dag nedlagte klub Wimbledon F.C., hvor han slog igennem, og derfor i 1987 blev solgt videre til storklubben Arsenal F.C. I 14 sæsoner var han her en fast del af klubbens forsvar, og var med til at vinde adskillige titler med London-klubben, heriblandt tre engelske mesterskaber, to FA Cup-titler og Pokalvindernes Europa Cup i 1994. Han afsluttede sin karriere med et ophold i en anden London-klub, nemlig West Ham.

## Landshold
Winterburn nåede at spille to kampe for Englands landshold, som han debuterede for i 1989 i en kamp mod Italien. Den anden kamp kom i 1993 mod USA.

## Titler
Premier League
- 1989, 1991 og 1998 med Arsenal F.C.

FA Cup
- 1993 og 1998 med Arsenal F.C.

Liga Cup
- 1987 og 1993 med Arsenal F.C.

Pokalvindernes Europa Cup
- 1994 med Arsenal F.C.